# アリベルト・ハイム
アリベルト・ハイム（Aribert Heim、1914年6月28日 - 1992年8月10日）は、オーストリアの医師である。国家社会主義ドイツ労働者党の親衛隊（SS）親衛隊大尉。マウトハウゼン強制収容所に収容されたユダヤ人に対して人体実験を行い「死の医師」と言われる。戦後、逮捕されないまま余命を全うしたナチ逃亡戦犯の一人である。

## 略歴
1914年、オーストリアのバート・ラドケルスブルク（Bad Radkersburg）で生まれる。ウィーンで医師として働きながら、1935年、オーストリア・ナチスに入党。1938年のアンシュルス後、SSに入隊した。
1941年11月、マウトハウゼン強制収容所に収容所医師として赴任。同収容所で、SSの薬剤師であるエーリヒ・ヴァシッキィ医師と共にユダヤ人収容者の心臓に溶液やガソリン、毒を注入するなどの人体実験を繰り返していた。1942年に収容所での勤務から第6SS山岳師団の軍医としてフィンランドの戦線や西部戦線で従軍した後、1945年5月にアメリカ軍の捕虜となり、捕虜収容所に入れられたが、他の捕虜と共に解放されている。
1961年、西ドイツ当局はハイムがバーデン＝バーデンで婦人科の医師として生活しており、収容所における彼の行為を調査すると発表、翌年9月に逮捕に踏み切ったが、即にハイムは逃亡していた。
ハイムは、フランスとスペインを経由してモロッコに逃亡し、「フェルディナント・ハイム」という偽名を用いてエジプトに入国し、カイロに定住したと見られる。カイロでは、地元のカフル・アル＝マディーナ・ホテルで10年間働いていた。
1976年には同ホテルで息子ルーディガーと面会する。その後、何回か父のもとを訪れたという。息子は父が犯した罪について「当時は知らなかった」と述べている。
エジプトでの彼は、住居は持たずもっぱらホテルで生活していたとされる。カイロ滞在中は政治活動は一切行わなかったが、イスラエルに住むユダヤ人がセム系では無いことを証明する研究をしていたと、彼を知るエジプト人の知人が語っている。

## 近況
2009年2月4日、ドイツの公共放送「ZDF」と米紙「ニューヨーク・タイムズ」の共同調査により、ハイムのパスポートや銀行通帳など100以上の文章をハイムの所有していた書類カバンから発見し、彼が1992年に死亡していたこと、イスラム教に改宗して、名前をターリク・フセイン・ファリードと改名していたことなどが判明した。
イスラム教に改宗した理由について、アル＝アハラーム政治戦略研究所のイマード・ガド研究員は「（ナーセルの死、イスラエルとの和平等によって）エジプト政府の後ろ盾は失われたと感じ、ナチとして生活するのではなく地域社会に溶け込むことを選択した」と推測している。
20年前からハイムと親交のあったエジプト人歯科医の息子の話によると、ハイムは腸の癌により死亡し、カイロにある貧民層向けの墓地に葬られたが、現在その墓地は、都市再開発のために取り壊され、ハイムの亡骸は確認できないだろうと述べている。息子であるルーディガーも1990年にハイムのもとを訪れた際、父が癌を患っていたのは知っていたと述べている。
サイモン・ヴィーゼンタール・センター代表のエフライム・ズローフは、当初ハイムがエジプトでは無く南米に逃亡していたものと推測され、またその存在が忘れ去られていたため、ハイムの逮捕が実行されなかったと語った。
2012年9月、ドイツの裁判所はハイムの死亡を正式確認し、訴追手続きを取り下げた。